# Pingxiang (Chongzuo)
Koordinaten: 22° 6′ N, 106° 45′ O
Die Stadt Pingxiang (chinesisch 凭祥市, Pinyin Píngxiáng Shì; Zhuang Bingzsiengz Si) ist eine kreisfreie Stadt der bezirksfreien Stadt Chongzuo im Autonomen Gebiet Guangxi der Zhuang in der Volksrepublik China. Sie hat eine Fläche von 635,6 Quadratkilometern und zählt 120.700 Einwohner (Stand: 2018).

## Administrative Gliederung
Auf Gemeindeebene setzt sich die kreisfreie Stadt aus vier Großgemeinden zusammen. Diese sind:
- Großgemeinde Pingxiang 凭祥镇
- Großgemeinde Youyi 友谊镇
- Großgemeinde Shangshi 上石镇
- Großgemeinde Xiashi 夏石镇

## Verkehr
Zwischen Pingxiang und Đồng Đăng liegt der wichtigste der beiden chinesisch-vietnamesischen Eisenbahn-Grenzübergänge. Hier treffen sich die Xiang-Gui-Eisenbahnstrecke (Hengyang–Pingxiang) mit der Bahnstrecke Hanoi–Đồng Đăng. Es gibt außerdem eine durchgehende Zugverbindung Peking–Nanning–Hanoi. Der Straßenübergang Huu Nghi Quan ist unmittelbar benachbart, hier beginnt die vietnamesische Nationalstraße 1. Etwas weiter westlich gibt es noch den Muc Nam Quan Grenzübergang und weiter nördlich den Tân Thanh Grenzübergang.
Am 28. Oktober 2024 wurde mit dem Bau der Schnellfahrstrecke begonnen, die Pinxiang mit Nanning verbinden soll. Die Eisenbahnstrecke soll Ende 2025 in Betrieb gehen und die Option einer Verlängerung ins benachbarte Vietnam bieten.